# Acragas
Acragas là một chi nhện trong họ Salticidae.